# Johan Walem
Johan Walem (Soignies, Bélgica, 1 de febrero de 1972) es un exfutbolista belga, se desempeñaba como centrocampista y actualmente es entrenador de Bélgica sub-21.

## Clubes

### Jugador
| Club              | País    | Año         | Partidos | Goles |
| ----------------- | ------- | ----------- | -------- | ----- |
| RSC Anderlecht    | Bélgica | 1991 - 1997 | 180      | 17    |
| Udinese           | Italia  | 1997 - 1999 | 32       | 5     |
| Parma FC          | Italia  | 1999 - 2000 | 24       | 0     |
| Udinese           | Italia  | 2000 - 2001 | 14       | 0     |
| Standard de Lieja | Bélgica | 2001 - 2003 | 59       | 4     |
| Torino FC         | Italia  | 2003 - 2004 | 21       | 2     |
| Catania           | Italia  | 2004 - 2005 | 14       | 0     |

### Entrenador
| Club                        | País    | Año           | PJ | V  | E  | D  | %      |
| --------------------------- | ------- | ------------- | -- | -- | -- | -- | ------ |
| RSC Anderlecht sub-19       | Bélgica | 2008-2010     | ?  | ?  | ?  | ?  | ?      |
| Udinese Juvenil             | Italia  | 2010-2011     | ?  | ?  | ?  | ?  | ?      |
| Udinese Primavera           | Italia  | 2011-2012     | 16 | 6  | 1  | 9  | 37.5%  |
| Selección sub-21 de Bélgica | Bélgica | 2012-2015     | 22 | 10 | 5  | 7  | 45.45% |
| KV Kortrijk                 | Bélgica | 2015-2016     | 28 | 9  | 8  | 11 | 32.14% |
| Selección sub-21 de Bélgica | Bélgica | 2016-presente | 24 | 12 | 4  | 8  | 50%    |
| Total                       | Total   | Total         | 90 | 37 | 18 | 35 | 41.11% |

- Actualizado el 5 de octubre de 2019

## Palmarés
RSC Anderlecht
- Primera División de Bélgica: 1992-93, 1993-94, 1994-95
- Copa de Bélgica: 1995